# Distrikt Chontabamba
Der Distrikt Chontabamba liegt in der Provinz Oxapampa in der Verwaltungsregion Pasco in Peru. Der Distrikt wurde am 27. November 1944 gegründet. Er besitzt eine Fläche von 450 km². Beim Zensus 2017 wurden 5637 Einwohner gezählt. Im Jahr 1993 lag die Einwohnerzahl bei 2460, im Jahr 2007 bei 3189. Sitz der Distriktverwaltung ist die 1900 m hoch gelegene Ortschaft Chontabamba mit 1223 Einwohnern (Stand 2017). Chontabamba liegt am Río Huancabamba (im Oberlauf auch Río Chontabamba) knapp 5 km südwestlich der Provinzhauptstadt Oxapampa.

## Geographische Lage
Der Distrikt Chontabamba liegt an der Ostflanke der peruanischen Zentralkordillere. Der Río Paucartambo fließt entlang der südlichen Distriktgrenze nach Osten. Dessen linker Nebenfluss Río Pusapno entwässert den Süden des Distrikts. Der Norden des Distrikts wird vom Río Huancabamba, rechter Quellfluss des Río Pozuzo, in östlicher Richtung durchflossen.
Der Distrikt Chontabamba grenzt im äußersten Südwesten an den Distrikt Paucartambo, im Westen an den Distrikt Huachón (beide Distrikte liegen in der Provinz Pasco), im Norden an den Distrikt Huancabamba, im Osten an den Distrikt Oxapampa sowie im Süden an den Ulcumayo (Provinz Junín).